# Vnanje Gorice
Vnanje Gorice este o localitate din comuna Brezovica, Slovenia, cu o populație de 3.829 de locuitori.